# Квемо-Чала
Квемо-Чала (груз. ქვემო ჭალა) — село в Грузии, на территории Каспского муниципалитета края (мхаре) Шида-Картли.

## География
Село находится в центральной части Грузии, на берегах реки Лехуры, на расстоянии приблизительно 9 километров (по прямой) к северо-западу от города Каспи, административного центра муниципалитета. Абсолютная высота — 718 метров над уровнем моря.

## Население
По результатам официальной переписи населения 2014 года, в Квемо-Чале проживало 1075 человек (536 мужчин и 539 женщин). В национальной структуре населения грузины составляли 99,3 %, осетины — 0,6 %.
| Год  | Население, человек |
| ---- | ------------------ |
| 2002 | 1489               |
| 2014 | ↘ 1075             |